# Castro do Zambujal
Castro do Zambujal je archeologické naleziště z období chalkolitu na území obce Torres Vedras v západní pobřežní oblasti regionu Centro v Portugalsku. Jde o jedno z nejvýznamnějších sídlišť z doby měděné v okolí Lisabonu, jehož kultura trvala až do počátku zemědělských období iberských dějin. Castro je portugalský výraz pro pravěké opevnění, hradiště, takže název památky lze přeložit jako Zambujalské hradiště.

## Historie

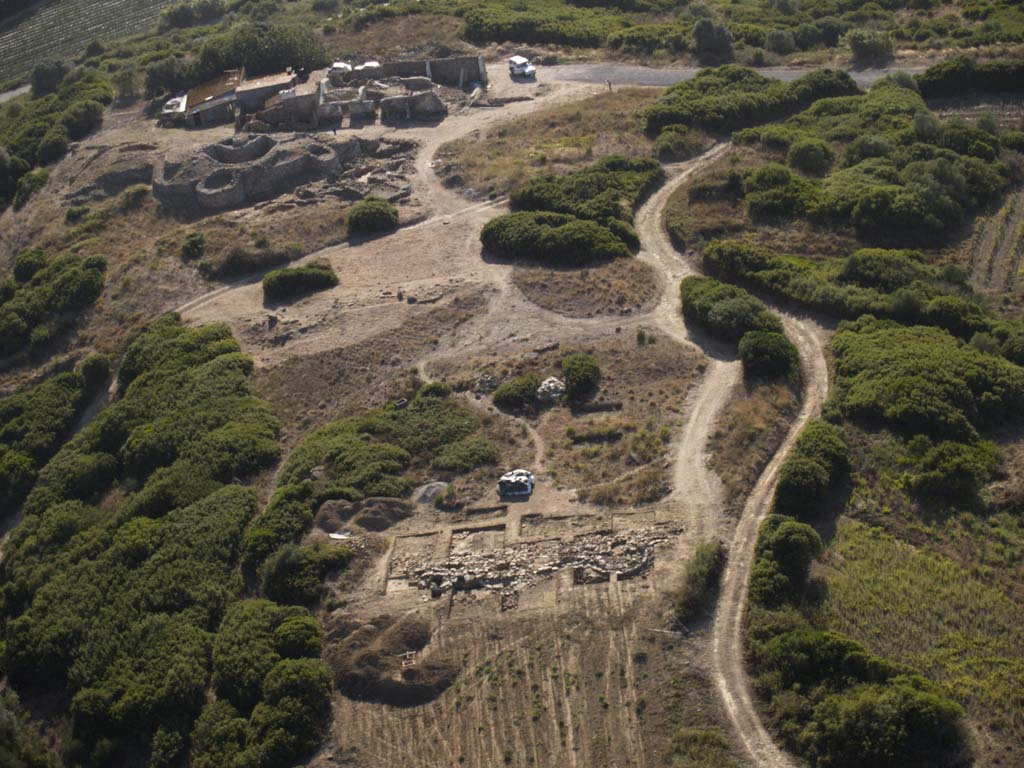
Vykopávky na výběžku Zambujal v roce 2007 ukazující vpředu 4. linii opevnění

Místo bylo poprvé osídleno v době měděné na počátku 3. tisíciletí př. n. l. Výzkumy z přelomu 20. a 21. století naznačují, že oblast dnešní portugalské Estremadury ve středním Portugalsku byla regionem, kde uprostřed 3. tisíciletí př. n. l. vznikl fenomén zvoncových pohárů a odtud se během pozdního chalkolitu nebo rané doby bronzové šířil do jiných evropských regionů.
Opevnění z tohoto období je poměrně dobře zachováno, některé zdi dosahují výšky až 4 metrů. Obyvatelé hradiště mohli pocházet z Pyrenejského poloostrova, ale možná měli kontakty s východním Středomořím, a založili své hospodářství na intenzivním zemědělství. Byli také součástí ekonomické sítě dovážející mezi lety 3000 a 1700 př. n. l. komodity jako zlato, měď, amfibolit a slonovinu.
Podle vykopávek a analýz, které provedli Sangmeister, Schubart a Trindade (1969), prošlo hradiště několika postupnými fázemi osídlení a vývoje:
- stavba nepevněných hradeb, poměrně rovných, úzkých chodeb
- zesílení severní brány, stavba nových nepevněných bastionů
- zesílení všech hradeb, stavba malých polokruhových věží
- opevnění hradeb, stavba velkých polokruhových věží
- volně tvarované zdi z menších plochých kamenů, stavba vyčnívajících barbakánů
- stavba masivních budov kolem hradeb
- věže kryté kopulemi, zaoblené prostory, kolem roku 1700 př. n. l.[2]

V neznámé době bylo naleziště částečně poničeno kvůli stavbě venkovského domu ze sušených cihel (dnes známého jako Casal do Zambujal).

## Architektura

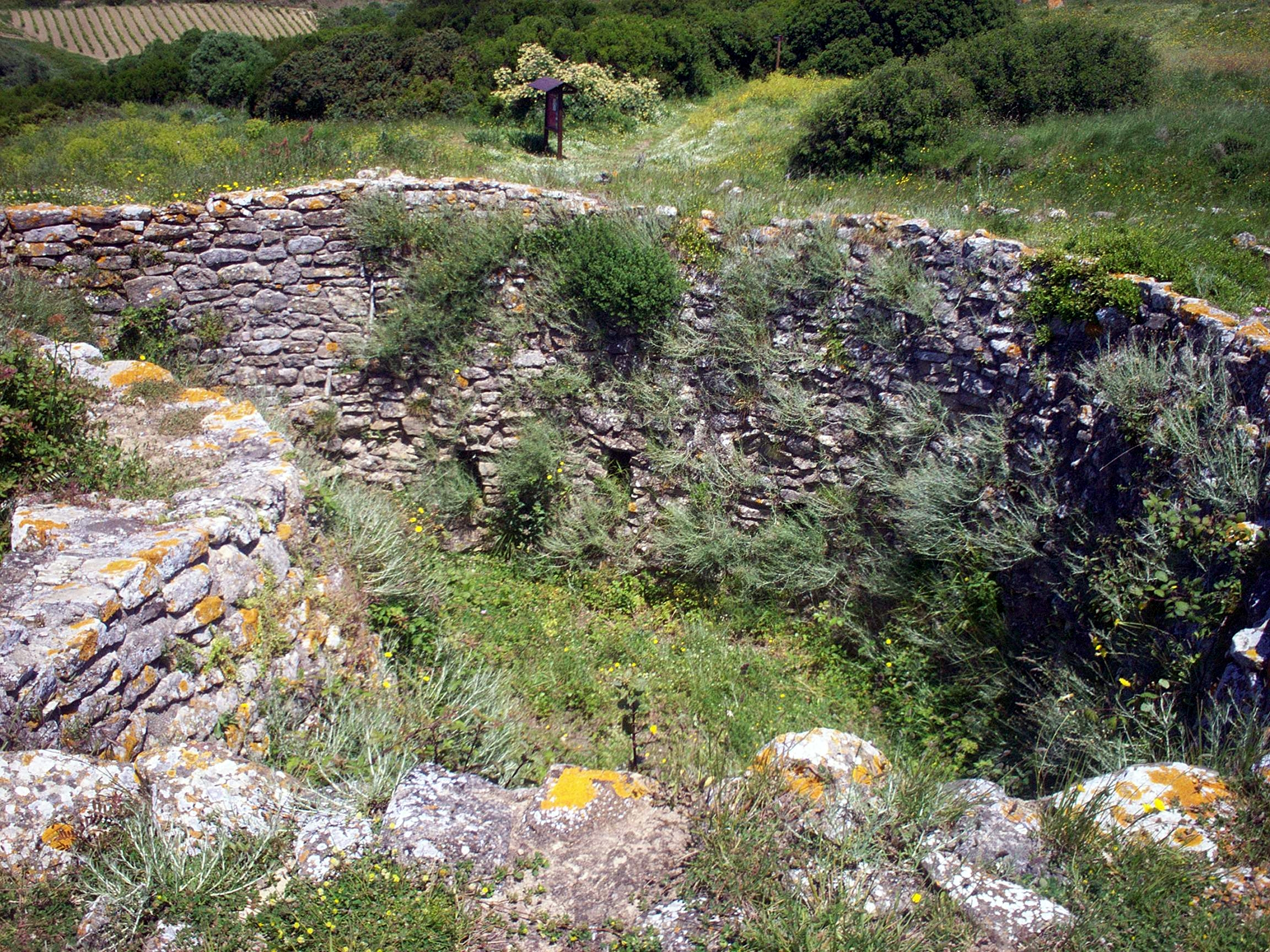
Vnitřní hradba tvořící barbakán postavený ve 2. fázi osídlení

Zachována je jen centrální část původního opevnění. Vnitřní nádvoří zahrnuje prostor o průměru přibližně 25 metrů, obklopený pevnou zdí. Vnější část je zesílena 10 věžemi o průměru 6 až 7 metrů v polokruhovém uspořádání; čtyři jsou úplné, jedna je dochovaná částečně a zbývajících pět je zcela zničeno. Samotné zdi jsou široké 1,6 až 3,6 metru a vysoké 3 až 7 metrů.
V hradišti jsou čtyři brány (jižní, severní, severovýchodní a západní). Byly krátké a úzké a umožňovaly průchod pouze jedné osobě, pravděpodobně po čtyřech. Domy na místě měly oválný tvar, průměr přibližně 6 metrů a byly postaveny ze sušených cihel.